# Джорджтаун (Міннесота)
Джорджтаун (англ. Georgetown) — місто (англ. city) в США, в окрузі Клей штату Міннесота. Населення — 86 осіб (2020).

## Географія
Джорджтаун розташований за координатами 47°4′42″ пн. ш. 96°47′45″ зх. д. / 47.07833° пн. ш. 96.79583° зх. д. (47.078371, -96.795921).  За даними Бюро перепису населення США в 2010 році місто мало площу 2,59 км², уся площа — суходіл.

## Демографія
Згідно з переписом 2010 року, у місті мешкало 129 осіб у 48 домогосподарствах у складі 33 родин. Густота населення становила 50 осіб/км².  Було 55 помешкань (21/км²).
Расовий склад населення:
| - 95,3 % — білих - 2,3 % — корінних американців - 1,6 % — осіб інших рас |

До двох чи більше рас належало 0,8 %. Частка іспаномовних становила 3,9 % від усіх жителів.
За віковим діапазоном населення розподілялося таким чином: 31,8 % — особи молодші 18 років, 62,0 % — особи у віці 18—64 років, 6,2 % — особи у віці 65 років та старші. Медіана віку мешканця становила 37,6 року. На 100 осіб жіночої статі у місті припадало 118,6 чоловіків;  на 100 жінок у віці від 18 років та старших — 125,6 чоловіків також старших 18 років.
Середній дохід на одне домашнє господарство  становив 52 356 доларів США (медіана — 48 333), а середній дохід на одну сім'ю — 53 170 доларів (медіана — 48 333). 
Цивільне працевлаштоване населення становило 49 осіб. Основні галузі зайнятості: виробництво — 24,5 %, публічна адміністрація — 16,3 %, мистецтво, розваги та відпочинок — 16,3 %.